# 近江屋事件

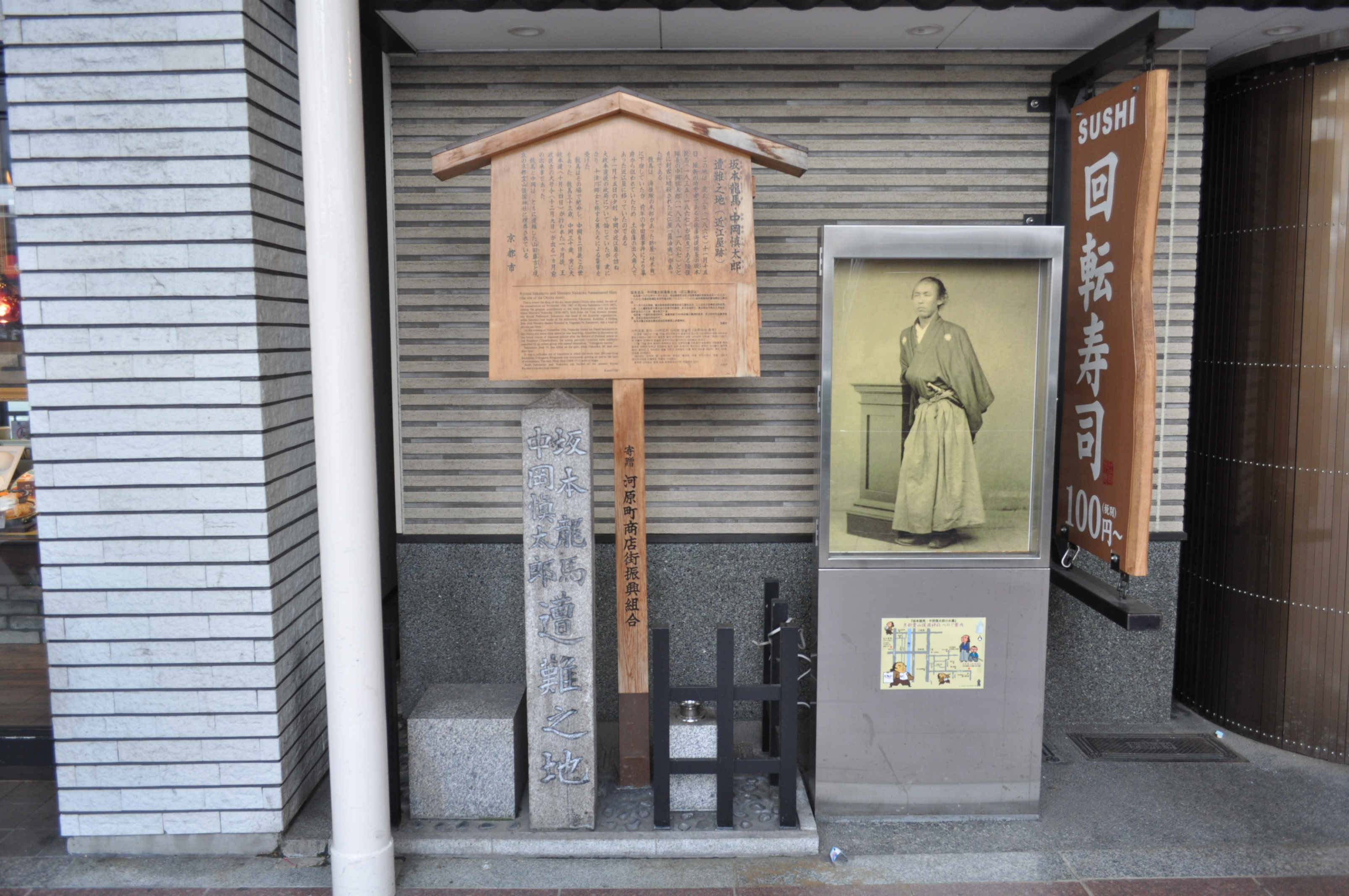
2017年7月17日現在の坂本龍馬・中岡慎太郎遭難之地の石碑（近江屋跡地）

近江屋事件（おうみやじけん）は、江戸時代末期（幕末）の慶応3年11月15日（1867年12月10日）に坂本龍馬と中岡慎太郎、龍馬の従僕であった山田藤吉の3人が京都河原町通蛸薬師下ルの近江屋井口新助邸において殺害された事件。実行犯については諸説あるが、江戸幕府の組織である京都見廻組によるものという説が有力である。

## 背景
坂本龍馬はそれまで宿舎としていた薩摩藩の定宿であった寺田屋が江戸幕府に目をつけられ急襲（寺田屋事件）されたため、三条河原町近くの材木商酢屋(すや)を京都での拠点にしていたが、慶応3年10月ごろに近江屋へ移った。近江屋は醤油商として蛤御門の変以降土佐藩の御用を務めており、その屋敷は土佐藩志士の基地的な存在であった。
「坂本龍馬が暗殺される」という風聞は当時から広く流れており、御陵衛士の伊東甲子太郎と藤堂平助が近江屋を訪れて国事を2時間ほど語り、伊東は「新選組と見廻組が狙っている」と告げたという。薩摩の吉井幸輔は「四条ポント町位ニ居てハ、用心あしく」として土佐藩邸に入れないのであれば薩摩藩邸へ入るよう勧めたが、龍馬は「（薩摩藩邸にこもることは）実にイヤミにて候ば」と返答し、近江屋に留まった。また山田藤吉を従僕として雇い入れたのも用心のためであった。
近江屋は誓願寺への逃亡も容易な土蔵を構えており、龍馬はそこに滞在していたが、11月12日頃から風邪をひいていたため、11月14日には近江屋の二階に移っていた。

## 経緯

### 襲撃前の状況
11月15日（グレゴリオ暦12月10日）、七ツ半（午後五時）ごろ、中岡は書店であった菊屋を訪れた。中岡は主人の息子である鹿野峰吉に手紙を渡し、錦小路の薩摩屋に持参し返事は近江屋に持ってくるよう告げた。中岡は途中で土佐藩士の谷干城の下宿を訪れたが、不在であったためそのまま近江屋に向かった。
六ツ半（午後七時頃）、薩摩屋からの返書を持った峰吉が近江屋に到着した。そのころ龍馬と中岡は何事か話し合っていたが、峰吉が中岡に返書を渡した後、岡本健三郎が入ってきた。小半時ほど雑談した後、龍馬が「腹が減った」と言い出し、峰吉に軍鶏を買いに行かせ、用事があった岡本も峰吉と同行した。峰吉は四条小路の鳥新に向かい、軍鶏肉を購入して近江屋に戻ったのは五ツ半（午後九時頃）だった。

### 襲撃
襲撃時の状況は証言者によって違いがある。

#### 山田藤吉襲撃
夜になり客が近江屋を訪れた。
谷干城が中岡から聞いた証言によれば、客は十津川郷士を名乗って「龍馬に会いたい」と願い出た。応対に出た山田藤吉は、名刺を龍馬のもとに持っていった。藤吉は戻っていったところで斬られた。谷は「藤吉は龍馬らが襲撃された八畳間で倒れていた」と証言した。これに対して峰吉は、藤吉が階段下で斬られていたことから、「取り次いだ形跡はない」としている。
今井信郎は刑部省の口上書において、五ツ半ごろ、「松代藩士を名乗って応接を求め、四名が部屋に上がっていった」と証言している。

#### 龍馬への襲撃
藤吉が倒れ、大きな物音がすると、龍馬は「ほたえな!」と叫んだ。このあと二人の刺客が奥の八畳間に乱入、そのうちの一人の今井信郎は龍馬の前頭部を横に払い、一人は中岡の後頭部を斬った。龍馬は奥の床の間にあった刀を取ろうと振り返ったところを右の肩先から左の背中にかけて斬られた。龍馬は刀をとって立ち上がったが、抜くには至らず、鞘のままで刀を受け止めた。しかし刺客の刀は鞘ごと刀を削り、龍馬の前頭部に大きな傷を与えた。龍馬は「石川、刀はないか、石川、刀はないか」と叫びつつ倒れた。

#### 慎太郎への襲撃
慎太郎は刀を屏風の後ろにおいており、刀を抜くこともできずに鞘のままで防戦していた。しかし最初の傷が深く、両手両足を斬られ、特に右手はほとんど切断されるほどであった。また臀部を骨に達するほど斬られたが、慎太郎は死んだふりをしていた。刺客は「もうよい、もうよい」と叫び、引き上げた。

#### 襲撃後の様子
間もなく気がついた龍馬は、刀を灯火にかざし「残念残念」と言い、「慎太、慎太、手は利くか」と言った。慎太郎が「手は利く」と答えると、龍馬は六畳間のところに行き「新助医者を呼べ」といった。それからかすかな声で「慎太、僕は脳をやられたから、もうだめだ」と言い、昏倒した。慎太郎は痛みをこらえ、裏の物干しに出て家人を呼んだが返答がなく、屋根を伝って北隣の道具屋井筒屋嘉兵衛の家の屋根で人を呼んだが返答はなく、そのままそこにとどまった。

### 発見
凶行時、近江屋主人の井口新助は、妻子とともに一階の奥の間にいた。河原町通りを隔てた真向かいにあった土佐藩邸に知らせようとしたが、見張りがいたため引き返した。新助は妻子に落ち着いて声を立てないよう言い、裏口から土佐藩邸に向かった。
新助の連絡を受け、下横目の嶋田庄作が駆けつけた。同じころ、龍馬の使いで軍鶏を買いに出ていた峰吉が戻った。嶋田は周囲を警戒し、峰吉が室内を確認したところ、階下で倒れていた藤吉と、部屋で倒れている龍馬を発見した。また井筒屋の屋根の上にいた中岡も発見された。現場には犯人のものと思われる刀の鞘が残されていた。続いて嶋田、新助、新助の弟新三郎、新助の妻と子が上がり、力を合わせて中岡を室内に戻した。
その後土佐藩邸から曽和慎八郎が到着し、続いて陸援隊の谷干城、毛利恭助（吉盛）が駆けつけた。龍馬はこのころすでに事切れていたという。さらに土佐藩医師の河村盈進が到着し、中岡と藤吉に手当を行った。中岡は峰吉に、陸援隊に伝えるよう言い、峰吉は白川の土佐藩邸に向かった。報を聞いて陸援隊士の田中光顕が薩摩藩の吉井幸輔をともなって駆けつけた。陸援隊士本川安太郎も駆けつけている。中岡はこの際、土佐藩らに襲撃された際の状況を伝えている。また隊士たちに後事を託し、鯉沼伊織（香川敬三）には岩倉具視への連絡を頼んだ。また海援隊隊士の白峰駿馬らも現場に駆けつけたという。
藤吉は11月16日の夕刻に死亡。中岡は17日の夕刻に死亡。中岡は最後まで速やかな倒幕を訴えていたという。
18日、海援隊と陸援隊によって三人の葬儀が行われた。龍馬と中岡の墓碑銘は木戸準一郎（木戸孝允）が筆を執った。

## 影響
龍馬と中岡の死は倒幕派に大きな衝撃を与えた。岩倉具視は「何物の凶豎ぞ、我が両腕を奪い去る」と嘆き、太宰府にいた三条実美は寝食を忘れるほど慟哭し、12月20日には両名のために祭壇を作って霊を祀っている。由利公正も同士とともにその霊を祀っている。

## 実行犯
事件発生当時、土佐藩家老の寺村左膳は「新選組による犯行だ」と考え、新選組から離脱し対立していた御陵衛士の証言もそれを補強した。海援隊士は当時「いろは丸事件」などでトラブルを抱えていた「紀州藩の犯行」と推定し、天満屋事件などが起こったが、実行犯は見つからなかった。しかし大正元年、見廻組隊士今井信郎の供述に基づく龍馬殺害の経緯が『維新土佐勤王史』に収録され、大正15年には今井の口上書が『坂本龍馬関係文書』に収録されて以降は、文献的に「京都見廻組の佐々木只三郎ら」を実行犯とする説が通説として扱われている。

### 京都見廻組実行説
見廻組隊士だった今井信郎は、1869年（明治2年）に箱館戦争で降伏し、兵部省と刑部省によって取り調べを受けていた。このころ、坂本殺害について旧新選組隊士に取り調べが行われたが、いずれも新選組の関与を否定した。このうち大石鍬次郎が「見廻組が実行犯である」と自供したため、今井も取り調べを受け、自供することとなった。『勝海舟日記』明治2年4月15日条には、松平勘太郎（松平信敏）に聞いた話として、「今井が「佐々木唯三郎（只三郎）首トシテ」犯行に及んだことを自供した」という記述がある。このなかで勝海舟は「指示したものは佐々木よりも上の人物、あるいは榎本対馬（榎本道章）か、わからない」と記述している。
1870年（明治3年）9月2日、今井は禁固刑、静岡藩への引き渡しという判決を受けた。直接手を加えていないが龍馬殺害にかかわったこと、その後脱走して官軍に抵抗したことが罪状とされている。今井の証言をおさめた口上書には「佐々木只三郎の指示により、佐々木、今井、渡辺吉太郎、高橋安次郎、桂隼（早）之助、土肥仲蔵、桜井大三郎の七人が近江屋に向かい、佐々木・渡辺・高橋・桂の4人が実行犯となって龍馬らを殺害した」というものである。殺害の命令があった理由については「寺田屋事件の際に龍馬が同心二名を射殺したこと」を挙げている。今井は「京都見廻役小笠原長遠に命じられた」としているが、小笠原は「一切関知していない」としている。
明治9年（1876年）には、西村兼文が著書『文明史略』において、龍馬らが「幕府ノ臣今井某等ノ為メにニ殺サル」と触れている。
明治33年（1900年）、今井は結城禮一郎の取材に応じ、その証言録が新聞に掲載されているが、結城が内容を飾って誇張したかたちで掲載された。この証言では今井が実行犯となっている。以前の証言と異同が見られることについて菊地明は「今井が当初挙げた実行者は今井自身を除き全て鳥羽・伏見の戦いで戦死していることから、今井には渡辺篤や世良敏郎ら存命者をかばう意図があったのではないか」と推測している。のちに雑誌に転載されたものを見た谷干城は、中岡からの証言と異なっていることなどから、今井の証言を「偽物」とし、「売名の手段に過ぎぬ」とたびたび発言している。このため当時は、今井の証言が「有力なものである」とは受けとめられなかった。今井は明治42年に大阪新報の記者和田天華の取材に対し、「暗殺ではなく幕府の命令による職務であった」「犯人は新選組ではない」と回答している。
大正元年（1912年）、今井の口上書に沿った事件の概要が『維新土佐勤王史』に収録された。また大正15年（1926年）に刊行された『坂本龍馬関係文書』に今井の口上書が収録されている。編者の岩崎英重は「是にて万事は解決せり」と評している。
また、大正年間には元見廻組隊士の渡辺篤が残した証言が発表された。この記録は今井の告白が掲載される以前から作成されていたものをもととして、明治41年に身内に対しての記録として作成されたものである。渡辺は「自身と佐々木、今井ら五、六名で殺害に及んだ」と記録しているが、今井や渡辺の口述に食い違う部分が散見される。この差異についても菊地明は「今井が存命者に配慮したためである」としている。
また大正12年（1923年）には、佐々木の兄で会津藩公用人であった手代木勝任（直右衛門）の養嗣子が『手代木直右衛門伝』を私家版で刊行した。この書では、手代木勝任が没する数日前に、「坂本を殺したるは実弟只三郎なり」と述べ、龍馬が薩長同盟と「土佐の藩論を覆して倒幕に一致せしめたるをもって、深く幕府の嫌忌を買ひたり」として、「某諸侯の命」によって只三郎が3人で蛸薬師にて龍馬を殺害したとしている。同書内では「某諸侯」は京都所司代で容保の実弟でもあった桑名藩主松平定敬であったとしている。また磯田道史は松平容保を指すとしている。ただし当時の土佐藩が倒幕で一致していた事実はなく、今井の証言とも食い違う点が多い。
昭和13年（1938年）には佐々木只三郎の子孫の依頼により、高橋一雄が『佐々木只三郎伝』を私家版で刊行している。この本では「龍馬が大政奉還を主導したために幕臣に恨まれ、佐々木が渡辺吉太郎、高橋安次郎、桂早之助、土肥仲蔵、桜井大蔵、今井とともに龍馬を殺害し、手代木勝任が言い残した某諸侯は会津藩主の容保であった」としている。
京都霊山護国神社に併設されている霊山歴史館には、この説に従った展示コーナーがあり、龍馬を斬ったとされる刀が展示されている。

### 新選組犯行説
襲撃を受けた中岡自身、「之はとうしても人を散々斬つて居る新選組の者だろう」と推測している。土佐藩重役寺村左膳も当日の日記に「多分、新撰組等の業なるべしとの報知也」と記している。
土佐藩の谷干城と毛利恭助は薩摩藩の中村半次郎の案内で、現場に残されていた鞘を薩摩藩邸に持参している。これを見た御陵衛士の篠原泰之進、内海次郎らが「原田左之助のものである」と証言した。一方で田中光顕は鞘については「殺害の報を聞いて現場にやってきた伊東甲子太郎が鑑定し、新選組のものとわかったが、誰であったかは判然としない」と回想している。また谷は中岡の証言にある「声音」から、犯人は「中国から四国にかけてのものであろう」と判定した。御陵衛士の阿部十郎は、「そうであるならば伊予の松山藩でありましょう」と答え、「声が似ている」ものとして伊予出身の新選組隊士原田左之助の名を挙げた。ただしこれらの証言は明治中期以降に出てきたものである。
これにより、土佐藩中枢部は「犯行は新選組によるものだ」と判定し、幕府に対して告発を行っている。これを受けて11月26日に幕府から取調べを受けた新選組局長近藤勇は関与を否定したが、世情では「新選組が犯人である」という風評が強まり、当時はこれが有力な説と見られた。大久保利通も11月19日付けの岩倉具視宛書状で「第一、近藤勇が所為と察せられ申し候」と述べている。また龍馬の義弟にあたる菅野覚兵衛も、中岡の父に対しての書状で「敵は当時会津に属する新選組の者に極り候」と述べている。
箱館戦争の後、降伏人となった旧新選組隊士に対しても坂本暗殺の尋問が行われているが、横倉甚五郎は「全く知らない」と答え、相馬肇は「隊中において廻状が出され、暗殺を行ったのは見廻組だと書かれてあった」と証言している。また大石鍬次郎は、元御陵衛士の加納鷲雄に捕えられた際に、「新選組の犯行だ」と証言したが、のちに「それは拷問から逃れるために偽証したことで、見廻組の4人が実行したことは近藤も知っていた」と述べている。しかし今井の口上書が公表されるまでは、新選組犯行説が広く信じられていた。
また近江屋新助は、現場に残された下駄に先斗町にある「瓢亭」の印が押されており、瓢亭の主人が「新選組に貸した」と言っていたと証言している。ただし、当時の取り調べでは現場に残されていた下駄は瓢亭のものではない。

### 紀州藩士報復説
紀州藩ないしは紀州藩士による報復行動だとする説。
海援隊隊士の陸奥陽之助（陸奥宗光）らは「海援隊と紀州藩の間に起こり、海援隊側の勝利に終わった訴訟「いろは丸事件」に対する、紀州藩士の恨みによる犯行である」と考えていた。また谷干城の回想によれば「紀州藩公用人の三浦休太郎（三浦安）と新選組が共謀して起きたという噂が当時から出回っており、現場に残された鞘も紀州藩士がよく使うものであった」という。そのため三浦が海援隊隊士らに襲撃され、護衛を依頼されていた新選組との間に戦闘が起こる事件（天満屋事件）が発生した。

### 薩摩藩陰謀説
西郷隆盛、大久保利通らを中心とする薩摩藩内の武力倒幕派による陰謀だとする説。
松平春嶽は事件翌日、松平茂昭にあてた書状で、龍馬と中岡が暗殺されたことについて福岡孝弟と話しているうちに、政治情勢から「土藩（土佐藩）尽力ニより芋藩（薩摩藩）の姦策已に破れたる形勢ナリ」と記している。木村幸比古はこれを春嶽と福岡が、薩摩藩の犯行だと思っていたことを示すとしている。また『改定肥後藩国事史料』巻七には「坂本を害し候も薩人なるべく候こと」と、薩摩藩の関与をうかがわせる風聞が流れていたことが記されている。
国際法学者の蜷川新は、昭和9年4月『歴史公論』において、薩摩藩が龍馬暗殺に関与したことを唱えた。昭和27年（1952年）に出版した『維新正観』では次のような証言を紹介している。維新史料編纂係の植村澄三郎から聞いた話として「中島信行が近江屋の女中に尋ねると、暗殺犯たちの言葉にたしかに鹿児島弁の節があった」というものである。ただし、当時中島はいろは丸の件で長崎におり、現場に駆け付けるのは不可能だったうえに、植村の史料も見つかっていない。
薩摩藩説の動機で取り上げられるものは「松平春嶽や勝海舟から影響を受けた龍馬は諸侯会議による新政府の設立を説いており、大政奉還を受け入れた徳川慶喜をそこに含めることを想定していたので、武力倒幕と旧権力の排除を目指していた西郷隆盛と、新体制への穏健な移行を説いていた坂本との間に、慶喜の処遇をめぐる意見の相違が生じ、大政奉還派である龍馬が邪魔になった」というものである。この「武力倒幕派の暗躍」という説は、佐々木多門の書状などがある。
この説は実行犯が見廻組とした場合でも、薩摩藩が情報を与えるか、指示をしたという線で唱えられる。「今井信郎が西郷によって助けられたという風聞が当時あり、また今井自身も西南戦争で西郷の救援に向かおうとした」という、今井の息子の証言がある。
しかし、龍馬自身が幕府大目付である永井尚志と談合するなど憚りのない行動を取っており、それを周囲に警告されているような状態では、たとえそのような情報はなくとも京都見廻組が龍馬の所在を難なく突き止められたであろうと考えられる。また、中岡慎太郎も武力倒幕派であり、薩摩藩家老である小松清廉も大政奉還を慶喜に迫っているなどさまざまな矛盾が生じるため、「大政奉還路線と武力倒幕路線の対立を必要以上に強調しすぎたきらいがある」というのが、歴史学上ではおおむね統一した見解となっている。
映画やテレビ・小説などでは、この説を採用することが多い。特に、NHK大河ドラマでは、1974年の『勝海舟』で大久保利通を坂本暗殺の黒幕として描いて以来、この説を採用することが多くなっている。　

### その他の諸説
前述のように今井や渡辺の証言と現場の状況に食い違いがあるとはいえ、見廻組説における隊士の自供・談話以外に確実な史料の存在はいまだ確認されておらず、見廻組による暗殺という説が有力視されている。一方で前記の薩摩藩陰謀説をはじめとする数々の陰謀説が唱えられ、小説などの創作も盛んに行われている。
また、作家の阿井景子が唱えた「刺客の狙いは実は中岡慎太郎のほうであった」という説、同じく作家の大浦章郎が唱えた「黒幕は大久保利通」とする伊東甲子太郎犯行説、同じく作家の加治将一が唱えた、実は中岡慎太郎が坂本龍馬を襲った説：著書「龍馬の黒幕―明治維新と英国諜報部」などもある。
- 板垣退助 「大政奉還が行われた時には、中岡が『坂本の挙動を注意すべし』と云うことを、土佐の同志に告げて来たことがあるそうであります。十一月十五日に坂本中岡は同時に殺されました。その殺された時に京都に居た陸奥宗光君が後日に私への話に、『あの時にそのことを聞くと、イヤ、是はシマッタ、坂本と中岡はやり合うて果合いをしたとこう思うた。と云うものはどうも少し二人の中がふれて居る。それで坂本と中岡が刺し違えたと思うた』こういうことを言いました。即ち中岡は坂本の挙動を注意すべしと云うくらいに、坂本の心事を疑って居ったと云うことが陸奥君の話と照らし合わせて能く分るように思います」[64]

#### 外国陰謀説
武力倒幕により、薩長倒幕側に武器の売り込みを狙った企業体・英国ジャーディン・マセソン系のイギリス人・トーマス・ブレーク・グラバー、外交官・ハリー・パークス、アーネスト・サトウらにより仕組まれた陰謀であるとの説。加治将一らが主張しており、いわゆる「フリーメイソン陰謀論」に属する。

## 史跡
現在、「坂本龍馬 中岡慎太郎 遭難之地」と記された石碑が建っている場所は、当時の近江屋の建物内部にあたる。なお、石碑が建てられた際には、この場所は近江屋ではなく井筒屋の店頭南端であったが、これは、昭和初期に、北に隣接する井筒屋が近江屋の土地の一部を購入したためであり、近江屋事件当時の近江屋の建物内部に位置する。のちに河原町商店街振興組合によって寄贈された案内板が併設され、現在では龍馬肖像の案内パネルが設置されている。
- 2011年1月の石碑と案内板
- 2013年7月の石碑と案内板
- 2014年の石碑と案内板、肖像画のパネル